# Scalciando e strillando
Scalciando e strillando (Kicking and Screaming) è un film del 1995 diretto da Noah Baumbach e suo film di debutto.
Jason Blum, compagno di stanza del college di Baumbach, al suo primo film prodotto, è riuscito ad ottenere i finanziamenti grazie al supporto di Steve Martin. Il film ha esordito nel 1995 al New York Film Festival, ricevendo il plauso della critica. Grazie a questo film Baumbach è stato inserito dal was Newsweek nelle "Le dieci nuove facce del 1996" e in molte "top ten" di quell'anno.

## Trama
Il giovane Grover si è appena laureato e vorrebbe fare il romanziere. Il ragazzo è ancora innamorato della bella Jane, la quale si è trasferita a Praga per gli studi, e non riesce in alcun modo a superare il distacco. L'aspirante scrittore non è l'unico a vivere in una sorta di limbo emotivo e professionale; ciascuno degli amici che lo circondano condivide la stessa irrequietezza ed insoddisfazione esistenziale.

## Accoglienza
Scalciando e strillando ha ricevuto principalmente critiche positive, con molti elogi per la competenza dimostrata in un film di debutto. Sul sito Rotten Tomatoes il film ha una valutazione del 57% basato su 38 recensioni, con un voto medio di 6.4/10. Su Metacritic il film ha un punteggio medio di 75 su 100, basato su 18 recensioni.
Roger Ebert ha elogiato il "buon occhio e orecchio" del film, scrivendo che "i dialoghi del regista-sceneggiatore Noah Baumbach non sono solo accurati ma sono un distillato della realtà, elevando chiacchiere cervellotiche senza scopo a dichiarazioni." Le recensioni hanno spesso menzionato la trama sottile e poco ordinata ma molti l'hanno identificata come una caratteristica della fase della vita dei protagonisti.